# Коммерсантъ

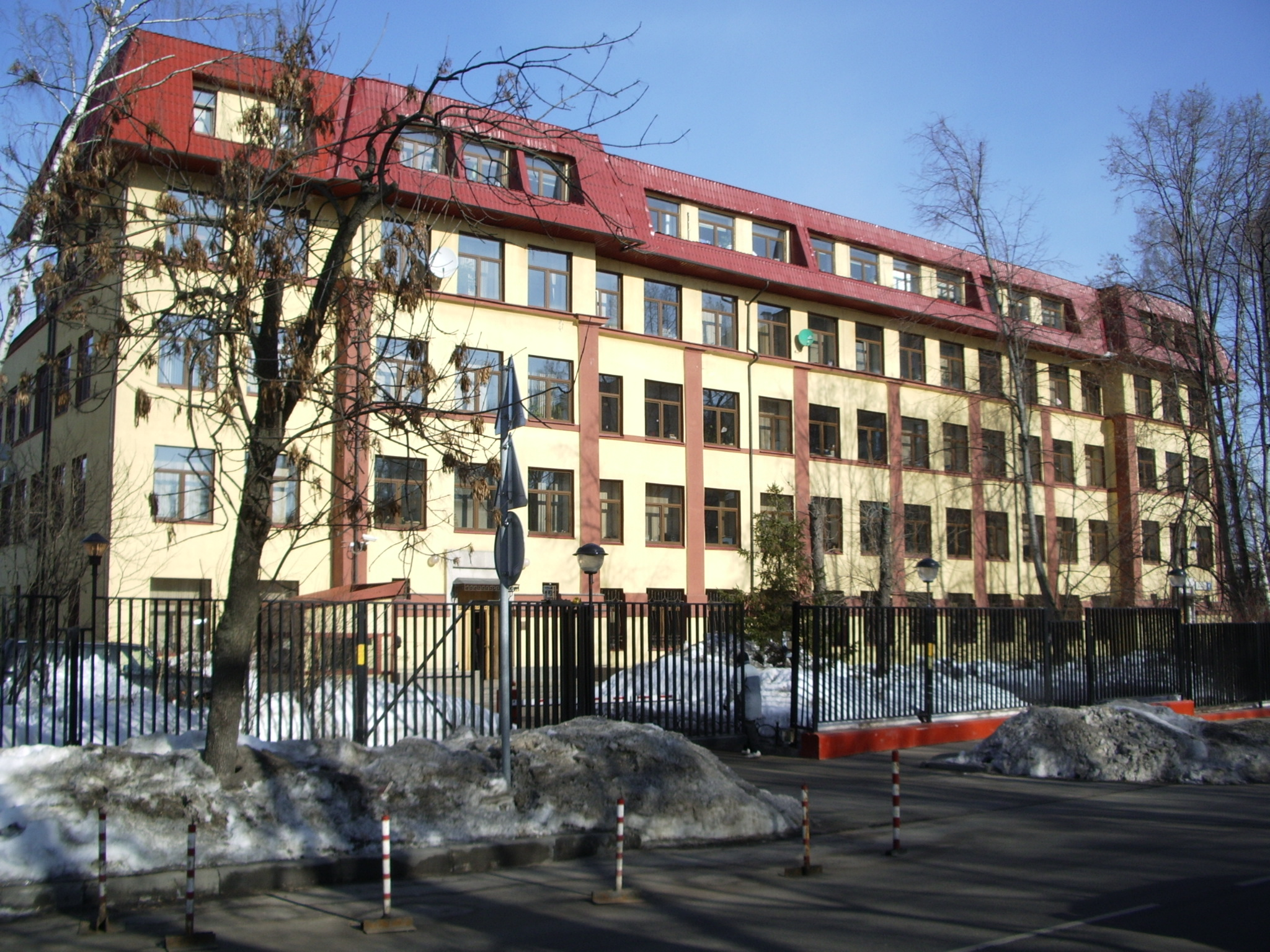
Видавничий дім «Коммерсантъ» у Москві (2010)

«Коммерса́нтъ-Daily» (до 1992 просто «Коммерсантъ») — російська щоденна суспільно-політична газета з посиленим діловим блоком. Випускається Видавничим домом «Коммерсантъ». Періодичність — шість разів на тиждень (з понеділка до суботи).
Видається з 1989 року. Редакція вважає сучасний «Коммерсантъ» «спадкоємцем» однойменної газети, що видавалась у Росії з 1909 до 1917 року (звідси твердий знак «Ъ» у назві).

## Історія
Газета видається з грудня 1989 року (до вересня 1992 року — у щотижневому режимі).
Була заснована журналістом Володимиром Яковлєвим і належала йому до 1999 року. Він створив новий формат газети, до якої він запрошував фахівців у різних галузях, яких він учив писати статті. Валерій Дранніков назвав цей напрямок «журналістикою факту».
У 1996 році на посаду генерального директора прийшов Леонід Милославський. Він створив відділ спецкорів, до якого запросив найбільш професійних фахівців свого часу. У відділі працювали Наталія Геворкян, Олександр Кабаков, Ігор Свинаренко, Гліб П'яних, Валерій Панюшкін, Андрій Колесников. Для керівництва підрозділом було запрошено Валерія Драннікова, який припинив кар'єру журналіста за 19 років до цього. Дранніков казав про своїх підлеглих: «Свинаренко пише, що бачить. Колесников пише те, що хоче побачити. А Панюшкін — те, чого не бачив».
Після економічної кризи 1998 року ця команда розпалась. В газеті залишився єдиний спецкор Андрій Колесников, пізніше, у 2009 році, Дранніков високо оцінив якість його роботи у газеті:
З 1999 до лютого 2006 року газета була у власності Бориса Березовського,[джерело?] якому також належали:
- газети: «Московская комсомолка», «Независимая газета», «Новые Известия», «Свежий номер»;
- журнали: «Автопилот», «Власть», «Деньги», «Домовой», «Огонёк»;
- радіостанція «Наше радио»;
- телеканали ОРТ і ТВ-6.

У 2007 році «Коммерсантъ» виграв право публікувати оголошення про банкрутство (чим раніше займалась «Російська газета»). 29 січня 2008 року «Российская газета» подала позов в арбітражний суд Москви, вимагаючи визнати конкурс недійсним. 23 липня це право було закріплено за «Коммерсантом» рішенням уряду.

## Головні редактори газети[5]
- Володимир Яковлєв (1989—1992)
- Ксенія Пономарьова (1992)
- Олександр Перов (1992—1993)
- Ігор Тулін (лютий 1993 — січень 1994)
- Олександр Локтєв (січень 1994 — січень 1997)
- Раф Шакіров (січень 1997 — серпень 1999, з перервою у березні 1999 року)
- Андрій Васильєв (серпень 1999 — травень 2004)
- Олександр Стукалін (травень 2004 — вересень 2005)
- Владислав Бородулін (вересень 2005 — вересень 2006)
- Андрій Васильєв (вересень 2006 — грудень 2009)
- Азер Мурсалієв (грудень 2009 — червень 2010)
- Михайлін Михайло Анатолійович (з червня 2010 року)

## Редакція (з червня 2010 року)
- Шеф-редактор ВД «Коммерсантъ» — Азер Мурсалієв.
- Головний редактор — Михайло Михайлін[6].
- Головний редактор «Коммерсантъ-Україна» — Андрій Гоголєв.
- Заступники головного редактора — Ілля Булавінов, Олександр Стукалін.
- Завідувачі відділами — Дмитро Бутрін (економполітика), Максим Варивдін (злочинність), Леонід Ганкін (зовнішня політика), Єлизавета Голікова (фінанси), Грант Косян (спорт), Ілля Нагібін (суспільство), Гліб Черкасов (політика), Рената Ямбаєва (бізнес), Юлія Ярош (споживчий ринок)[7].

## Регіональні випуски
- Санкт-Петербург
- Приморський край. Владивосток
- Нижня Волга. Волгоград
- Чорнозем. Вороніж
- Урал. Єкатеринбург
- Сибір. Іркутськ
- Волга — Урал. Казань
- Сибір. Красноярськ
- Приволжя. Нижній Новгород
- Сибір. Новосибірськ
- Сибір. Омськ
- Прикаммя. Перм
- Південь Росії. Ростов-на-Дону
- Волга. Самара
- Середня Волга. Саратов
- Башкортостан. Уфа
- Далекий Схід. Хабаровськ
- Поволжя. Чебоксари
- Коммерсантъ Украина